# Rondeletieae
Rondeletieae es una tribu de plantas de flores perteneciente a la familia Rubiaceae.

## Géneros
Según wikispecies
- Acrosynanthus - Acunaeanthus - Blepharidium - Glionnetia - Habroneuron - Mazaea - Phyllomelia - Rhachicallis - Rogiera - Roigella - Rondeletia - Rovaeanthus - Spathichlamys - Stevensia - Suberanthus[1]

Según NCBI
- Acrosynanthus - Acunaeanthus - Arachnothryx - Ariadne - Bathysa - Blepharidium - Elaeagia - Macbrideina - Mazaea - Phyllomelia - Rhachicallis - Roigella - Rondeletia - Rovaeanthus - Sipaneopsis - Stevensia - Suberanthus - Tresanthera - Warszewiczia[2]